# 버들치
버들치는 잉어과에 속하는 민물고기이다. 1급수의 지표종이다. 몸길이 8cm ~ 15cm 내외이다. 넓은 하천과 호소에 서식하나 좁은 산골짜기 계류를 좋아한다. 맛이 없어 식용으로 보다는 관상어로 더 인기 있다하였으나, 겨울철 끓여내는 매운탕 재료로는 더할 나위없이 담백하다.